# Dear Frustrated Superstar
Dear Frustrated Superstar ist das erste Album der britischen Singer-Songwriterin Nerina Pallot. Im Vereinigten Königreich wurden über 10.000 Exemplare des Debütalbums verkauft.

## Geschichte
Ihr Mentor Andrew King (ex-Manager von The Clash und Ian Dury) leitete die Musikerin Nerina Pallot an, ihre Demos bei diversen Plattenfirmen unterzubringen. Tatsächlich erhält die Musikerin einen Vertrag bei der Universal-Tochter Polydor Records. King hat zwar Bedenken, doch Pallot ignoriert diese. Am 20. August 2001 erschien Dear Frustrated Superstar schließlich. Zur Promotion durfte Pallot in der Musiksendung Live and Kicking auftreten, wurde jedoch von Faye Tozer (ex-Steps) vor laufender Kamera verdrängt. Nach einem bescheidenen Charteinstieg auf Platz 82 wird das Album von Polydor als kommerzieller Misserfolg eingestuft. Einer Marketing-Kampagne mit einer Art Remixalbum stimmt Pallot nicht zu und überwirft sich mit den zuständigen A&Rs. Im Zuge dessen wurde sie aus dem Vorprogramm der Bryan-Adams-Tour entfernt und schließlich gekündigt. Nerina Pallot zog sich zunächst ins Privatleben zurück, bevor sie 2005 mit dem selbstveröffentlichten Album Fires ein Comeback starten konnte.
Im Zuge des kommerziellen Erfolgs des Nachfolgealbums Fires wurde 2006 ein Re-Issue veröffentlicht, das als Bonustracks die beiden Lieder The Girl from Lakeville und 57 Flavours (The Height of Bad Behaviour) enthält, die vorher nur als B-Seite der Single Alien erhältlich waren.

## Titelverzeichnis
Im Folgenden sind die Titelverzeichnisse der ursprünglichen Version von Dear Frustrated Superstar und der Wiederveröffentlichung, der so genannten Re-Issue-Version, angegeben. Die fettgedruckten Lieder kennzeichnen die ausgekoppelten Singles.
| Urversion | Re-Issue-Version |
| --- | --- |
| 1. If I Know You – 6:13 2. Patience – 4:29 3. Someday Soon (Jason Rebello) a – 4:46 4. Watch Out Billie (Jeremy Stacey) – 4:39 5. Daily Bread (Jeremy Stacey) – 4:48 6. Rainbow – 4:45 7. Alien – 4:54 8. Jump – 4:15 9. Very Good Sir – 4:17 10. Dear Frustrated Superstar – 4:16 11. Blood Is Blood – 4:03 12. God – 5:39 13. My Last Tango b – 5:26/16:10 14. Daphne and Apollo c – 2:44 | 1. If I Know You – 6:13 2. Patience – 4:29 3. Someday Soon (Jason Rebello) – 4:46 4. Watch Out Billie (Jeremy Stacey) – 4:39 5. Daily Bread (Jeremy Stacey) – 4:48 6. Rainbow – 4:45 7. Alien – 4:54 8. Jump – 4:15 9. Very Good Sir – 4:17 10. Dear Frustrated Superstar – 4:16 11. Blood Is Blood – 4:03 12. God – 5:39 13. My Last Tango – 5:26 14. Daphne and Apollo d – 2:44 15. The Girl from Lakeville d – 3:38 16. 57 Flavours (The Height of Bad Behaviour) d – 4:34 |

## Musikstil
Nerina Pallot vereint auf ihrem Debütalbum verschiedene Musikstile, wobei der Fokus auf Folk-Rock im Stile von Joni Mitchell liegt. Die meisten Lieder werden nur von einem Klavier oder einer Gitarre begleitet. Das Album enthält aber auch Anleihen aus der elektronischen Musik, so zum Beispiel Elemente des Trip-Hops und diverse Samples unter Zuhilfenahme von Synthesizern und Drumcomputern. Dazu kommen Einflüsse aus der Popmusik. Der Gesang von Pallot ist hoch, aber dennoch kräftig und warm. Verglichen wurde der musikalische Stil des Öfteren mit Alanis Morissette, Tori Amos, Dido, Kate Bush und Shawn Colvin. Die Texte handeln von Pallots Sicht auf die Welt und ihrem Streben nach Erfolg.

## Singleauskopplungen
Aus dem Album wurden die zwei Singles Patience und Alien ausgekoppelt. Der eingeplanten dritten Auskopplung If I Know You blieb auf Grund der Vertragskündigung mit Polydor eine Veröffentlichung verwehrt.
| Jahr | Titel    | Höchstplatzierung, Gesamtwochen, AuszeichnungChartsChartplatzierungen (Jahr, Titel, , Platzierungen, Wochen, Auszeichnungen, Anmerkungen) | Anmerkungen                             |
| Jahr | Titel    | UK | Anmerkungen                             |
| ---- | -------- | --- | --------------------------------------- |
| 2001 | Patience | UK61 (1 Wo.)UK | Erstveröffentlichung: 6. August 2001    |
| 2001 | Alien    | UK98 (1 Wo.)UK | Erstveröffentlichung: 12. November 2001 |

## Chartplatzierungen
| ChartsChartplatzierungen     | Höchstplatzierung | Wochen |
| ---------------------------- | ----------------- | ------ |
| Vereinigtes Königreich (OCC) | 82 (1 Wo.)        | 1      |